# Luiz Carlos Guarnieri
Luiz Carlos Guarnieri (13 de agosto de 1971) es un exfutbolista brasileño que se desempeñaba como defensa.
Jugó para clubes como el Mogi Mirim, Kyoto Purple Sanga, Coritiba, Atlético Mineiro y Santa Cruz.

## Trayectoria

### Clubes
| Club               | País   | Año         |
| ------------------ | ------ | ----------- |
| Mogi Mirim         | Brasil | 1991 - 1994 |
| Kyoto Purple Sanga | Japón  | 1995 - 1997 |
| Coritiba           | Brasil | 1998 - 2000 |
| Atlético Mineiro   | Brasil | 2001        |
| Santa Cruz         | Brasil | 2001        |